# シーソー機構
シーソー機構（英語: see-saw mechanism）、あるいはシーソー模型とは、素粒子物理学において、ニュートリノの質量が他の素粒子と比較して極端に小さいことの説明に用いられる理論である。標準模型においてはニュートリノの質量について言及されていないが、ニュートリノ振動の発見により、ニュートリノが質量を持つことが明らかとなっている。ニュートリノの質量に関して標準模型を超える物理の一つである。

## 概要
ニュートリノ振動の観測から導かれるニュートリノの質量は、荷電レプトンやクォークの質量と比較して極端に小さい。
標準模型の素粒子は、電弱対称性を破るヒッグス場との相互作用を通して質量を獲得し、その結合定数とヒッグス場の真空期待値との積として表される。
単純に極端に小さな質量を導入するには、極端に小さな結合定数を導入することになるが、これは不自然である。
この不自然さを説明するための何らか理論が必要とされ、そのような理論の一つがシーソー機構である。
標準模型における典型的なエネルギー・スケールは電弱対称性が自発的に破れるスケール（ΛSM ∼ 102 GeV）で、ウィーク・スケールと呼ばれる。
シーソー機構においては新たなエネルギー・スケールが導入され、ニュートリノの質量が
{\displaystyle m_{\nu }\sim {\frac {\varLambda _{\text{SM}}{}^{2}}{\varLambda }}}
として、この新たなスケールに逆比例するように模型が作られる。
新たに導入するスケールが大きいほどニュートリノの質量が小さくなり、これが"シーソー"という名称の由来である。
特に大統一理論においては、模型の対称性が自発的に破れるスケール（GUTスケール）が導入されるためシーソー機構との相性が良い。

## タイプ１のシーソー機構
この理論モデルでは、既知の3種類のフレーバーに対応する軽いニュートリノ1つと、それぞれのフレーバーに対応するまだ観測されていない非常に重いニュートリノが生成される。
シーソー機構の背景となる簡単な数学的原理は、以下の特徴を持った任意の2ｘ2 行列で表される。
{\displaystyle A={\begin{pmatrix}0&m\\m&M\end{pmatrix}}}
ここで {\displaystyle M} は {\displaystyle m} より十分大きくとられ、2つの非常に不均衡な固有値を持つ。
{\displaystyle \lambda _{\pm }={\frac {M\pm {\sqrt {M^{2}+4m^{2}}}}{2}}}
{\displaystyle m\ll M}であるため、大きいほうの固有値 {\displaystyle \lambda _{+}} は、ほぼ {\displaystyle M} に等しい。このときより小さいほうの固有値 {\displaystyle \lambda _{-}} は、
{\displaystyle \lambda _{-}\approx -{\frac {m^{2}}{M}}}
となる。すると、行列式は {\displaystyle \lambda _{+}\lambda _{-}=-m^{2}} となり、大きさ {\displaystyle |m|} は  {\displaystyle \lambda _{+}} と {\displaystyle -\lambda _{-}} の幾何平均となる。片方の固有値の値が上がるともう片方の値が下がり、この逆も同様となる。これが機構を”シーソー”と呼ぶゆえんである。
この機構は、なぜニュートリノ質量がこれほど小さいかをうまく説明する。行列 {\displaystyle A} はニュートリノの質量行列そのものである。マヨラナ粒子の質量成分 {\displaystyle M} は大統一理論スケールに匹敵し、レプトン数は破れるが、これは、ディラック質量の成分 {\displaystyle m} が電弱スケールよりも非常に小さい（以下 VEV とする）からである。小さい方の固有値 {\displaystyle \lambda _{-}} は 1 eV 程度に非常に小さいニュートリノ質量となる。このことは実験と定性的に一致しており、時折これは大統一理論の枠組みを支持する裏付けとされる。

## 背景
2×2行列 {\displaystyle A} は、標準作用モデルでのゲージ変換で不変である性質（→ゲージ理論）、またニュートリノ場などレプトン価に対応する一般的な質量行列を考慮する標準モデルから自然に導かれる。 
いま、ワイルスピノル {\displaystyle \chi } を、左手系のレプトンの弱アイソスピン二重項{\displaystyle L}のニュートリノ要素を表すとする（{\displaystyle \ell }は左手系の荷電レプトン要素）:
{\displaystyle L={\begin{pmatrix}\chi \\\ell \end{pmatrix}}~,}
これはニュートリノの質量がなくても最低限の標準モデルでは存在するとしたことによるもので、さらに新たに{\displaystyle \eta } を、仮説上の、弱い相互作用をしない右手系ニュートリノのワイルスピノルで、弱アイソスピン一重項を表すとする。一重項は弱い相互作用をしないことに対応している（ステライルニュートリノ）。
すると、考えられるローレンツ共変な質量項には3通りあり、それぞれ
{\displaystyle {\frac {1}{2}}\,M'\,\chi ^{\alpha }\chi _{\alpha }}　　、　{\displaystyle {\frac {1}{2}}\,M\,\eta ^{\alpha }\eta _{\alpha }}　　または　{\displaystyle m\,\eta ^{\alpha }\chi _{\alpha }\,}
とその複素共役のように書くことができ、これは以下の二次形式にまとめられる:
{\displaystyle {\frac {1}{2}}\,{\begin{pmatrix}\chi &\eta \end{pmatrix}}{\begin{pmatrix}M'&m\\m&M\end{pmatrix}}{\begin{pmatrix}\chi \\\eta \end{pmatrix}}.}
右手系のニュートリノスピノルはすべての標準モデルゲージ対称性のもとでは電荷を持たないため、{\displaystyle M} は原則的に任意の値をとることができる規制のないパラメータである。
パラメータ {\displaystyle m} をもつことは弱電ゲージ対称性で禁止されており、これは電荷を持ったレプトンのディラック質量のように、ヒッグス機構を通した対称性の自発的崩壊の後になってのみ現れることができる。特に、{\displaystyle \chi \in L} がヒッグス場 {\displaystyle H} のような弱アイソスピン 1⁄2 を持ち、{\displaystyle \eta } が弱アイソスピン 0 となるために、質量パラメータ {\displaystyle m} はヒッグス場で湯川相互作用から生成されることは、従来からの標準モデルの方法の通りである。
{\displaystyle {\mathcal {L}}_{yuk}=y\,\eta L\epsilon H^{*}+...}
これは、{\displaystyle m} が標準モデルのヒッグス場の真空期待値のオーダーで取りうる値であることを意味する。
{\displaystyle {\text{VEV }}v\approx 246{\text{ GeV}}}
{\displaystyle \qquad \qquad |\langle H\rangle |=v/{\sqrt {2}}}
{\displaystyle M_{t}=O(v/{\sqrt {2}})\approx 174{\text{ GeV}}~}
無次元量であれば湯川結合は {\displaystyle y\approx 1}のオーダーとなる。それは一貫してより小さく選ぶことができるが、極端な {\displaystyle y\ll 1} は非摂動モデルを作ることができる。
一方のパラメータ {\displaystyle M'}は、二重項の成分で記述できる弱超電荷や弱アイソスピンのもとでは繰り込み可能性をもつ一重項がないため、繰り込み不可能となり（＝0）、5次の項が許される（ガンマ行列を参照）。これは”タイプ1”のシーソーメカニズムによる質量行列 {\displaystyle A} のスケールの階層やパターンの起源である。